# Паровоз Ѵ
Паровоз Ѵ (Іжиця) — вантажний паровоз, що випускався в періоди з 1908 по 1918 і з 1927 по 1931 рр. На російських і радянських залізницях паровози цієї серії були найпотужнішими серед паровозів типу 0-4-0.